# Новоархангельская
Новоарха́нгельская — станица в Тихорецком районе Краснодарского края России. Входит в состав Алексеевского сельского поселения. Основана в 1919 году.

## География
Станица находится на левом берегу реки Челбас, восточнее (выше по течению) центра сельского поселения — станицы Алексеевская, с жилой застройкой которой непосредственно граничит.

## Население
| 2002 | 2010 |
| ---- | ---- |
| 738  | ↗741 |

## Улицы
| - ул. Войкова, - ул. Горького, - ул. Калинина, - ул. Красная Горка, - ул. Краснозвёздная, | - ул. Крупская, - ул. Озёрная, - ул. Садовая, - ул. Челюскина, - ул. Энгельса. |

## Известные уроженцы
- Пахомов, Анатолий Николаевич (род. 1960) — российский государственный и политический деятель.